# 27. National Hockey League All-Star Game
Das 27. National Hockey League All-Star Game wurde am 29. Januar 1974 in Chicago ausgetragen. Das Spiel fand im Chicago Stadium, der Spielstätte des Gastgebers Chicago Black Hawks statt. Die Western Conference All-Stars schlugen die der Eastern Conference in einem hochklassigen Spiel mit 6:4. Das Spiel sahen 16.426 Zuschauer. Garry Unger von den St. Louis Blues wurde zum MVP gekürt.

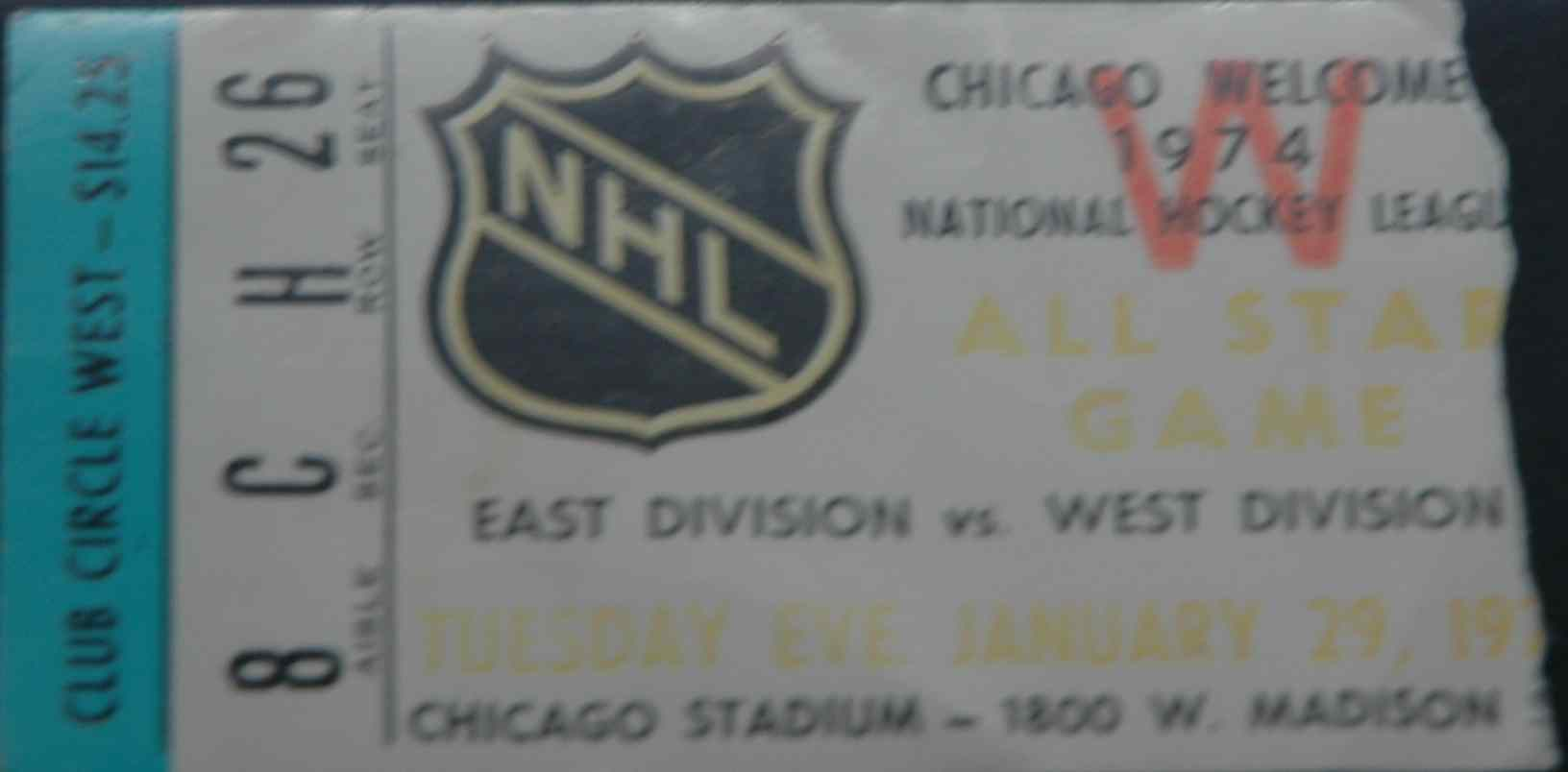
Eintrittskarte zum NHL All-Star Game 1974

## Mannschaften
| #           | Land   | Spieler          | Pos.           | Team                    |
| Torhüter    |        |                  |                |                         |
| 1           | Kanada | Bernie Parent    | Bernie Parent  | Philadelphia Flyers     |
| 35          | Kanada | Tony Esposito    | Tony Esposito  | Chicago Black Hawks     |
| Verteidiger |        |                  |                |                         |
| 2           | Kanada | Bill White       | Bill White     | Chicago Black Hawks     |
| 3           | Kanada | Ed Van Impe      | Ed Van Impe    | Philadelphia Flyers     |
| 4           | Kanada | Dave Burrows     | Dave Burrows   | Pittsburgh Penguins     |
| 5           | Kanada | Barclay Plager   | Barclay Plager | St. Louis Blues         |
| 14          | Kanada | Joe Watson       | Joe Watson     | Philadelphia Flyers     |
| 26          | Kanada | Don Awrey        | Don Awrey      | St. Louis Blues         |
| Angreifer   |        |                  |                |                         |
| 6           | Kanada | Garry Unger      | C              | St. Louis Blues         |
| 7           | Kanada | Pit Martin       | C              | Chicago Black Hawks     |
| 8           | Kanada | Bill Goldsworthy | RW             | Minnesota North Stars   |
| 9           | Kanada | Al McDonough     | RW             | Atlanta Flames          |
| 10          | Kanada | Dennis Hull      | LW             | Chicago Black Hawks     |
| 11          | Kanada | Jim Pappin       | RW             | Chicago Black Hawks     |
| 12          | Kanada | Bob Berry        | LW             | Los Angeles Kings       |
| 16          | Kanada | Bobby Clarke     | C              | Philadelphia Flyers     |
| 17          | Kanada | Joey Johnston    | LW             | California Golden Seals |
| 18          | Kanada | Lowell MacDonald | RW             | Pittsburgh Penguins     |
| 21          | Kanada | Stan Mikita      | C              | Chicago Black Hawks     |
| 22          | Kanada | Dennis Hextall   | C              | Minnesota North Stars   |

| #           | Land   | Spieler            | Pos.               | Team                |
| Torhüter    |        |                    |                    |                     |
| 1           | Kanada | Gilles Gilbert     | Gilles Gilbert     | Boston Bruins       |
| 30          | Kanada | Dave Dryden        | Dave Dryden        | Buffalo Sabres      |
| Verteidiger |        |                    |                    |                     |
| 2           | Kanada | Brad Park          | Brad Park          | New York Rangers    |
| 3           | Kanada | Denis Potvin       | Denis Potvin       | New York Islanders  |
| 5           | Kanada | Jocelyn Guèvremont | Jocelyn Guèvremont | Vancouver Canucks   |
| 15          | Kanada | Larry Robinson     | Larry Robinson     | Montréal Canadiens  |
| 18          | Kanada | Jim McKenny        | Jim McKenny        | Toronto Maple Leafs |
| 20          | Kanada | Dallas Smith       | Dallas Smith       | Boston Bruins       |
| Angreifer   |        |                    |                    |                     |
| 6           | Kanada | Rick Martin        | LW                 | Buffalo Sabres      |
| 7           | Kanada | Phil Esposito      | C                  | Boston Bruins       |
| 8           | Kanada | Ken Hodge          | RW                 | Boston Bruins       |
| 9           | Kanada | Norm Ullman        | C                  | Toronto Maple Leafs |
| 10          | Kanada | Bobby Schmautz     | RW                 | Vancouver Canucks   |
| 11          | Kanada | Red Berenson       | C                  | Detroit Red Wings   |
| 12          | Kanada | Yvan Cournoyer     | RW                 | Montréal Canadiens  |
| 14          | Kanada | Wayne Cashman      | LW                 | Boston Bruins       |
| 16          | Kanada | Henri Richard      | C                  | Montréal Canadiens  |
| 19          | Kanada | Ed Westfall        | RW                 | New York Islanders  |
| 21          | Kanada | Mickey Redmond     | RW                 | Detroit Red Wings   |
| 27          | Kanada | Frank Mahovlich    | LW                 | Montréal Canadiens  |

## Spielverlauf

### Western All-Stars 6 – 4 Eastern All-Stars
All Star Game MVP: Garry Unger (1 Assist)
| Team       | Zeit  | Stand | Torschütze       | Vorlagengeber  | Vorlagengeber    |
| 1. Drittel |       |       |                  |                |                  |
| Eastern    | 3:33  | 0–1   | Frank Mahovlich  | Yvan Cournoyer | Norm Ullman      |
| Eastern    | 16:20 | 0–2   | Yvan Cournoyer   | Norm Ullman    |                  |
| 2. Drittel |       |       |                  |                |                  |
| Western    | 25:59 | 1–2   | Bob Berry        | Stan Mikita    |                  |
| Western    | 33:55 | 2–2   | Al McDonough     | Bobby Clarke   | Lowell MacDonald |
| Western    | 39:07 | 3–2   | Lowell MacDonald | Barclay Plager | Don Awrey        |
| 3. Drittel |       |       |                  |                |                  |
| Western    | 42:25 | 4–2   | Stan Mikita      | Garry Unger    | Bill White       |
| Western    | 47:54 | 5–2   | Garry Unger      | Bill White     | Stan Mikita      |
| Eastern    | 49:55 | 5–3   | Denis Potvin     |                |                  |
| Eastern    | 54:55 | 5–4   | Mickey Redmond   | Red Berenson   |                  |
| Western    | 59:13 | 6–4   | Pit Martin       | Jim Pappin     |                  |

Schiedsrichter: Art Skov

Linienrichter: Matt Pavelich, Will Norris

Zuschauer: 16.426